# لئون خیه‌کو
لئون خیه‌کو (اسپانیایی: León Gieco‎؛ زادهٔ ۲۰ نوامبر ۱۹۵۱) یا در تلفظ محلیِ آن لئون هیه‌کو، موسیقی‌دان، آهنگساز، خواننده، مترجم و کنشگر مدنی اهل آرژانتین است.
او را به‌سبب فعالیت‌های هنری و اجتماعی‌اش، «باب دیلن آرژانتین» لقب داده‌اند.